# Norröna
MF Norröna er Færøernes største færge opkaldt efter det gamle ord for nordisk: norrøn. Den sejler mellem Hirtshals – Tórshavn og Seyðisfjörður (Island).
I dag er der kun to muligheder for at rejse til eller fra Færøerne som almindelig passager: Med fly Atlantic Airways, SAS eller med færgen Norröna fra det færøske rederi Smyril Line, der har hjemhavn i Tórshavn. Turen fra Danmark direkte til Færøerne tager ca. 33 timer og fra Tórshavn til Seyðisfjörður ca. 18 timer. Samtidig er Norröna den eneste mulighed for at tage en bil med til Færøerne og Island fra Danmark.
Om vinteren sejler færgen også, men der er kun få turister og derfor kun behov for en besætning på 20-25. I vintersæsonen ændres færgen fra et være et luksusskib til at være Ro-Ro færge, som også medtager passagerer og biler.

## Historie

### Norröna I
Den gamle Norröna blev bygget i 1973 på Nobiskrug i Rendsborg som Gustav Wasa. Om bord var der plads til 1050 passagerer, 300 biler og en del gods. Fra 1983 hed den Norröna og sejlede for ejeren Smyril Line fra 1989 de første år mellem Tórshavn og Hanstholm. Færgeruterne blev kun besejlet i sommerhalvåret. I vinterhalvåret fungerede færgen blandt andet som transportskib for NATO under øvelser i Østersøen, Nordsøen og i Det Irske Hav. I 1980'erne og 1990'erne blev "Norröna I" udlejet tre gange til de danske myndigheder for at fungere som flygtningeskib i København. Fra 1998 til 2003 sejler Norröna ruterne hele året, dog kun de første år mellem Tórshavn og Hanstholm.
Efterfølgeren er den nye Norröna (fra 2003). Men det gamle skib sejler stadig som misionsskibet Logos Hope, ejet af den internationale kristelige hjælpe organisation "Operation Mobilisation". (

### Norröna II
Den nye Norröna er bygget som en cruisefærge. Den blev bygget i Lübeck og havde sin jomfrurejse i april 2003. Med en længde på 164 m og en bredde på 30 m har den plads til ca. 1.500 passagerer og 800 biler. Færgen har en besætning på ca. 120 og fungerer også som fragtfærge. Norröna er udstyret med 4 stk. MaK 6M43 hoved-motorer, som tilsammen yder 21.600 kW. Dette giver skibet en fart på 21 knob. Norröna II kostede ca. 100 mio Euro, som senere gav Smyril Line økonomiske problemer, men nu er det med offentlig støtte garanteret, at Norröna forbliver et færøsk skib med helårs færgefart Danmark-Færøerne-Island.
Den 15. januar 2004 skete der en ulykke med Norröna II i Tórshavn, hvor færgen på grund af kraftige vindstød ramte land tre gange på begge sider af Tórshavns østre havn. Der var 25 passagerer ombord, Norrøna ankom til Tórshavn fra Seyðisfjörður, Island. Der skete ingen personskade. Ulykken skete ved at skibet sejlede på land på tre steder, først på Viðarnes, dernæst ramte skibets agterstavn molen på modsatte side og efter at have sejlet ud af havnen igen og ind igen ramte den land for tredje gange, denne gang ramte bulbstævnet Viðarnes-kajen. Skibet blev en del beskadiget og fik flere hul på skroget og tog vand ind, men alle passagerer blev bjærget ombord på færgen Ritan og mandskabet og Tórshavnar Sløkkilið fik pumpet vandet væk, således at skibet holdt sig flydende.
Siden vinterhalvåret 2005/06 sejlede Norröna også hele året til Seyðisfjörður, siden vinteren 2007/08 også fra oktober til marts kun som fragtfærge uden passagerer- og personbiler. Den tidligere i sommerhalvåret anløbne havn i Lerwick på Shetlandsøerne bliver ikke mere betjent, men anløb i stedet fra sommeren 2007 havnen i Scrabster i det nordlige Skotland.
Det fra slutningen af 2008 tvungne indførte mellem-stop i Tórshavn for de rejsende til Island fra mandag til onsdag (Norröna sejlede imens til Bergen og Scrabster) gjorde, at de fik en mulighed for at besøge Færøerne.
I efteråret 2008 fik Smyril Line økonomiske problemer, som kun blev afværget på grund af finansiel støtte på 30 millioner kroner fra det færøske Lagting, et forslag som blev vedtaget med 16 stemmer for og 14 imod. Efter Smyril Lines økonomiske krise blev der foretaget ændringer, således at Norröna fra januar 2009 ophørte sejladsen til Scrabster og Bergen. I vintermånederne anløb Norröna kun engang om ugen Esbjerg og Tórshavn. I sommermånederne var der to ugentlige ture fra Hanstholm til Tórshavn, og derfra videre til Seyðisfjörður. Dermed kunne der transporteres mere fragt fra Danmark til Færøerne og Island, og samtidig blev den turistmæssige interessante linje til Island betjent – uden det tidligere længere tvungne ophold på Færøerne. Fra 2. oktober 2010 blev Hirtshals den danske anløbshavn. Under ugunstige vejrforhold benyttes Esbjerg, Frederikshavn, Klaksvík og Runavík som reservehavne.
Den 19. december 2020 ankom Norröna til det fynske værft Fayard i Munkebo. Smyril Line fik der foretaget en omfattende renovering til en pris på omkring 100 mio. Blandt andet blev der bygget 50 ekstra kahytter med øget komfort og dæk 10 fik en udsigtsplatform og en ny panoramarestaurant. Den 6. marts 2021 sejlede Nörröna igen. I løbet af overhalingsperioden blev et fragtskib chartret til at overtage fragttrafikken; Passagerer blev ikke transporteret i denne periode.

## Galleri
- Norröna I i 1988
- Norröna I i Esbjerg, 1997
- Logos Hope, fra 1983 til 2003 Norröna I
- Norröna II i Seyðisfjörður i 2009
- Norröna II i Seyðisfjörður i 2021